# Csapody Miklós
Csapody Miklós (Sopron, 1955. szeptember 8. –) magyar irodalomtörténész, újságíró, politikus, országgyűlési képviselő. Politikai pályafutása során a Magyar Demokrata Fórum tagja volt kilépéséig, illetve 1990 és 2010 között országgyűlési képviselő. Fő szakterülete a határon túli magyarság volt.

## Élete
Jómódú értelmiségi polgári családban született. Édesapja, dr. Csapody István (1930-2002) többgenerációs soproni polgár családból való, nyugalmazott botanikus, természetvédelmi felügyelõ, címzetes egyetemi tanár. Édesanyja, Priszinger Mária (1935) jómódú sopronszécsényi gazdacsaládból származott, nyugdíjazásáig óvónõként dolgozott. Mindketten hitüket gyakorló római katolikusok, gyermekeiket is ebben a szellemben nevelték. Apai nagyapja dr. Csapody József (1898-1975) soproni középiskolai tanár, nagyanyja Scheffer Ilona (1893-1979) volt.
Szülei az 1956-os forradalom után egy évre Ausztriába emigráltak. Ezután hazatértek, Csapody Miklós itt végezte általános- és középiskolai tanulmányait. A soproni Széchenyi István Gimnáziumban érettségizett, 1974-ben. Ezután a szegedi József Attila Tudományegyetem bölcsésztudományi karán végzett, magyar nyelv és irodalom, történelem és 20. századi magyar irodalom szakon, 1979-ben. Már az egyetemen kialakult irodalmi érdeklődése, szerkesztette az egyetemi lapot is. Sorkatonai szolgálatot nem teljesített.
Miután végzett, a Művelődési Minisztérium Irodalmi Főosztályának előadója, majd főelőadója lett. Munkaterülete az irodalmi folyóiratok, elsősorban a vidéken szerkesztett lapok elemzése volt. 
1981-től sorozatossá váltak konfliktusai az akkori kultúrpolitikai vezetéssel, mígnem 1982-ben a Tiszatáj egy Erdéllyel foglalkozó cikke miatt eltávolították állásából. 
1983-ban az Országos Széchényi Könyvtárba került, ennek 1989-ig volt alkalmazottja. Közben, 1988-ban Soros-ösztöndíjjal három hónapot töltött a müncheni Délkelet-európai Intézetben. 1989 októberében munkalehetőséget kapott: a Minisztertanács Nemzeti és Etnikai Kisebbségi Titkárságán lett előbb tanácsos, majd decembertől 1990. májusig főtanácsos. A felvidéki, a kárpátaljai és az erdélyi magyarsággal való kapcsolattartás volt a feladata.
Nős, felesége a kolozsvári származású Nagy Katalin. Német nyelvből középfokú nyelvvizsgát tett.

## A politikában
Az 1980-as évek közepén részt vett a lakiteleki találkozón, és az MDF alapító tagja volt. Az 1990. évi országgyűlési választáson Budapest 15. számú választókerületében képviselővé választották. Az Országgyűlésben a külügyi állandó bizottságban és a Bős–nagymarosi vízlépcsővel foglalkozó ideiglenes bizottságban tevékenykedett, az IPU magyar csoportjának vezetőségi tagja volt. 
Az 1994. évi országgyűlési választásokon újra Budapest 15. sz. választókerületében indult, s ismét mandátumot szerzett. A parlamentben a külügyi állandó bizottságban dolgozott. 1996. április 15-éig a környezetvédelmi állandó bizottság, azon belül a turisztikai és idegenforgalmi albizottság tagja volt, április 16-ától a foglalkoztatási és munkaügyi állandó bizottság munkájában vett részt. A kulturális bizottság keretében működő millecentenáriumi, illetve millenniumi albizottság állandó meghívottja volt. 
Az 1998. évi választásokon ismét hozta a körzetét, ekkor kormánypárti politikusként politizált. A 2002-es választásokon még tudott győzni az egyéni körzetében, de 2006-ban már csak listáról került be.
Az MDF-ben zajló sorozatos kizárások ellenére is soká hű maradt pártjához, majd 2010. március 23-án bejelentette kilépését, illetve politikai pályafutásának végét. Ennek oka, hogy nem kapott helyet a párt országos listáján a 2010-es országgyűlési választásokon, valamint megromlott a viszonya a párt elnökével, Dávid Ibolyával. Emiatt az MDF csak nehezen tudott fővárosi listát állítani.

## Művei
- Bódy Gábor: Tüzes angyal. V. Brjuszov nyomán; szerk. Csapody Miklós; Magvető, Bp., 1987 (JAK füzetek)
- Értelem és remény. Vasárnapi jegyzetek, 1993–1998; Antológia, Lakitelek, 1998
- Cseh Gusztáv, 1934–1985; szerk. Csapody Miklós; Kráter Műhely Egyesület, Pomáz, 1998
- "Budapest, életem akadémiája". Emléksorok Páskándi Gézáról, 1933–2003; Korona, Bp., 2003
- "A világban helytállani...". Bálint Sándor élete és politikai működése, 1904–1980; Korona, Bp., 2004
- "Nehéz útra keltem...". Beszélgetések Bálint Sándorral; szerk. Csapody Miklós; Bába, Szeged, 2004
- A díszmagyar. Jegyzetek, esszék, tanulmányok; Korona, Bp., 2006
- Kommunista terror – katolikus ellenállás. Szentimreváros élő öröksége; Dél Budáért Alapítvány, Szentimreváros [Bp.], 2006
- Erdélyi féniks. Tanulmányok és kritikák; Korona, Bp., 2007
- Késői ünnep. Tanulmányok és kritikák; Korona, Bp., 2008
- Begyöngy élet; Kossuth, Bp., 2009
- Egy nemzedék iskolája. Az Erdélyi Fiatalok, 1929–1933; Korona, Bp., 2009
- Csapody István: Pályám emlékezete 1-2.; leírta, szerk. Csapody Miklós; Csapody Miklós, Bp., 2010
- Politika és történetírás. Jakabffy és Mikó. Eszmetörténeti tanulmányok; Korunk–Komp-Press, Kolozsvár, 2012
- Bálint Sándor, 1904–1980. Életrajz; Akadémiai, Bp., 2013 (Az Eszterházy Károly Főiskola Történelemtudományi Doktori Iskolája közleményei)
- Cseh Gusztáv; Exit, Kolozsvár, 2013
- A Bánffy-misszió. Bukarest, 1943; Nemzeti Közszolgálati Egyetem Molnár Tamás Kutató Központ, Bp., 2014
- Bánffy Miklós kettős küldetése. Bukarest, 1943. Politika és diplomácia; Polis, Kolozsvár, 2015
- Szakralitás, tudomány, művészet. Bálint Sándor munkássága, 1940–1980. Kapcsolatok, pályarajz, levelek, 1-2.; Nemzeti Közszolgálati Egyetem Molnár Tamás Kutató Központ–NKE Szolgáltató Nonprofit Kft., Bp., 2015–2017
- A Magyar PEN Club története, 1926–2016, 1-2.; Magyar PEN Club, Bp., 2016
- A címeres halott. Esszék, tanulmányok; Exit, Kolozsvár 2018
- Díjak könyve. Trianontól máig. Állami és más fontosabb irodalmi-művészeti díjak, kitüntetések, elismerések a díjazottak adattárával, 1919–2019; Magyar PEN Club, Bp., 2018
- Az "irányított nyilvánosság" és a "szerkezet megváltoztatása" Magyarországon. Hat kultúrpolitika-történeti esettanulmány az 1970-80-as évek irodalmi közéletéből; Médiatudományi Intézet, Bp., 2018 (Médiatudományi könyvtár)
- Díjak könyve. Trianontól máig. Állami és más fontosabb irodalmi-művészeti díjak, kitüntetések, elismerések a díjazottak adattárával, 1919–2019; főszerk. Szőcs Géza; 2. jav. kiad.; Magyar PEN Club, Bp., 2019
- A mi szagláraink. Irodalmi élet, politika és állambiztonság, 1974–1989; Magyar Napló, Bp., 2019
- Szakralitás és esztétikum. Bálint Sándor és a művészetek; Bálint Sándor Szellemi Örökségéért Alapítvány, Szeged, 2020
- A népi, a szent és a művészi. Bálint Sándor és a képzőművészet; BSÖ Alapítvány, Szeged, 2021 (A Dél-Alföld szellemi öröksége)
- A világ mibennünk. Tanulmányok, esszék; Magyar Napló, Bp., 2022